# Euagrus troglodyta
Euagrus troglodyta är en spindelart som beskrevs av Willis J. Gertsch 1982. Euagrus troglodyta ingår i släktet Euagrus och familjen Dipluridae. Inga underarter finns listade i Catalogue of Life.